# Katarina Sunesdotter
Katarina Sunesdotter, även Katarina av Ymseborg[källa behövs], född omkring 1215, sista gången omnämnd i livet 17 januari 1251, död före februari 1253, var Sveriges drottning som gift med kung Erik Eriksson (senare kallad "läspe och halte").
Katarina var dotter till Sune Folkesson och Helena Sverkersdotter (dotter till kung Sverker den yngre). 1244 gifte hon sig med kung Erik Eriksson den läspe och halte (död 2 februari 1250), men de fick inga barn. Den 11 juni 1250 lämnade hon en stor donation till Gudhems kloster, där hon hade för avsikt att ta doket. Hon testamenterade samma år Söderköping till sin syster Benedicta.
En skulptur föreställande Katarina Sunesdotter finns vid Hagatorget i Söderköping. Skulpturen är gjord av S Dahlström 1965. Hennes make finns som träskulptur i Hjo.